# Aeropuerto de Brescia
El Aeropuerto de Brescia (IATA: VBS, OACI: LIPO) es un aeropuerto en Montichiari, cerca de Brescia, Italia. Es uno de los aeropuertos de la región de Lombardía junto a los de Malpensa, Linate y Orio al Serio.

## Aerolíneas y destinos

### Cargas
| Aerolíneas      | Destinos       |
| --------------- | -------------- |
| Poste Air Cargo | Roma-Fiumicino |

## Estadísticas
Ver fuente y consulta Wikidata.